# Bazougers
Bazougers ist eine französische Gemeinde mit 1.086 Einwohnern (Stand: 1. Januar 2022) im Département Mayenne in der Region Pays de la Loire in Frankreich. Einwohner der Gemeinde werden Bazougerois genannt. Die Gemeinde gehört zum Arrondissement Château-Gontier und zum Kanton Meslay-du-Maine.

## Geographie
Bazougers liegt etwa 16 Kilometer ostsüdöstlich von Laval. Umgeben wird Bazougers von den Nachbargemeinden Louvigné im Norden und Nordwesten, Soulgé-sur-Ouette im Norden, Saint-Georges-le-Fléchard im Nordosten, La Bazouge-de-Chemeré im Osten, Arquenay im Süden sowie Parné-sur-Roc im Westen und Südwesten.

## Einwohnerentwicklung
| Jahr                       | 1962 | 1968 | 1975 | 1982 | 1990 | 1999 | 2006 | 2019 |
| Einwohner                  | 840  | 781  | 743  | 864  | 869  | 933  | 976  | 1096 |
| Quellen: Cassini und INSEE |      |      |      |      |      |      |      |      |

## Sehenswürdigkeiten
- Menhir de la Hune
- Kirche Saint-Victeur
- Kapelle Sainte-Marie-Madeleine von 1090
- Priorat von Cotellerie
- Priorat von Saint-Victeur, zwischen 1480 und 1520 erbaut

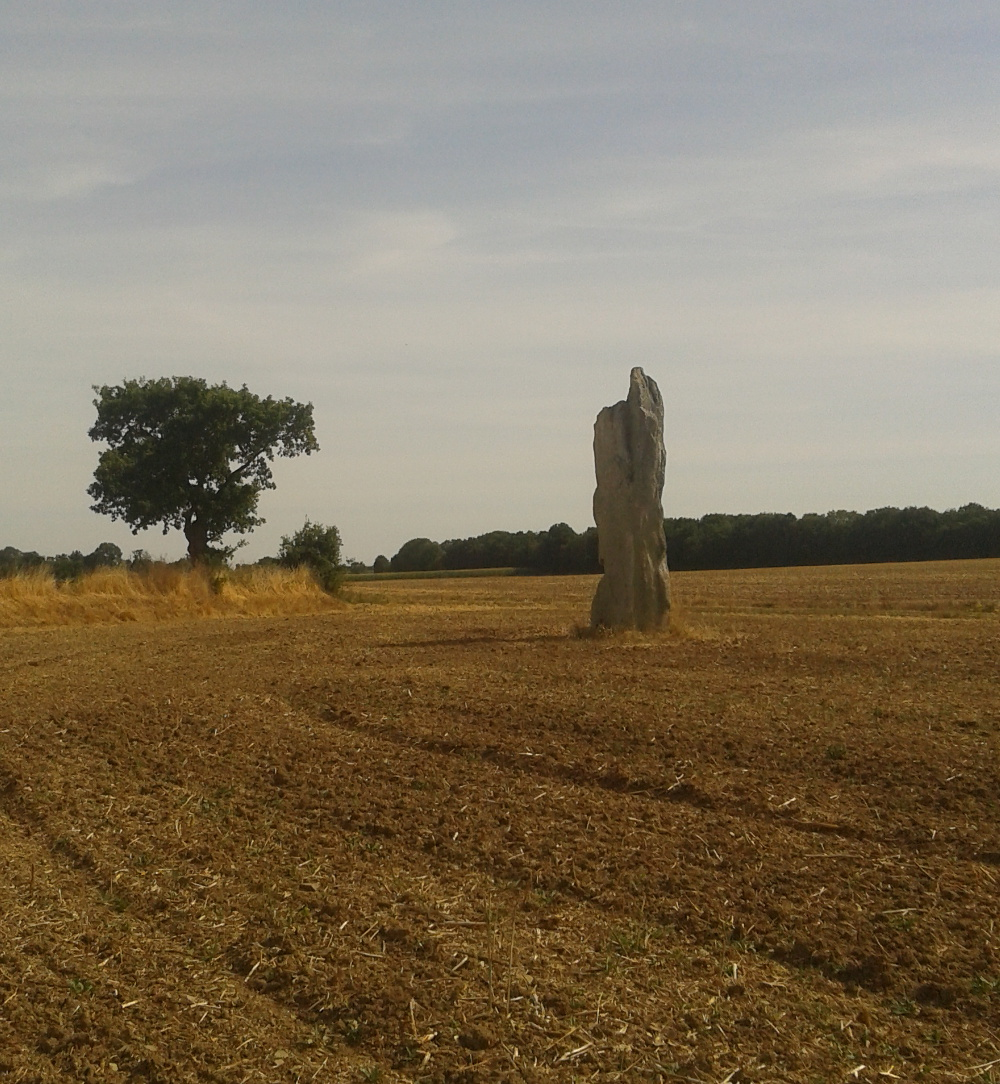
Menhir de la Hune
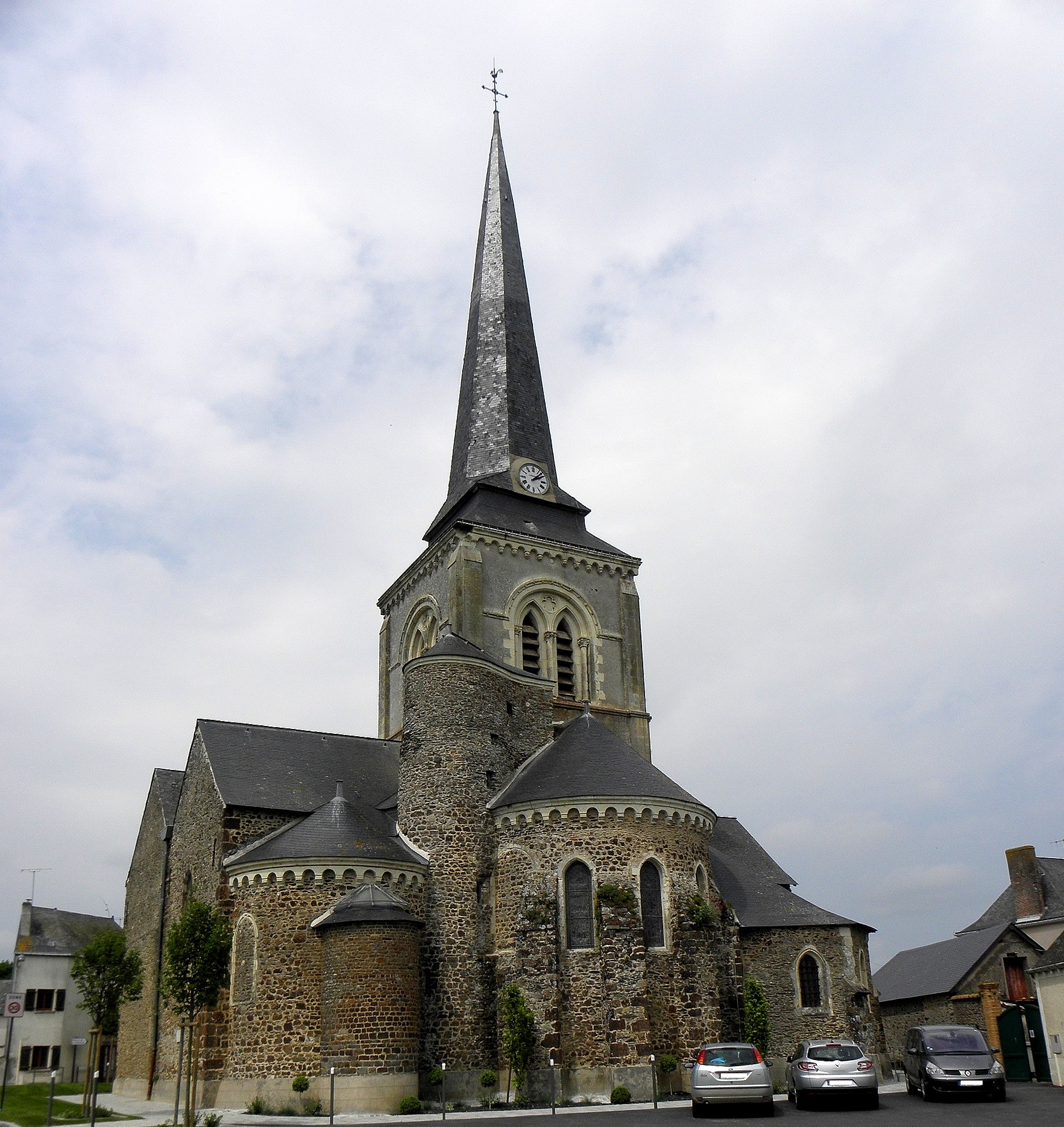
Kirche Saint-Victor
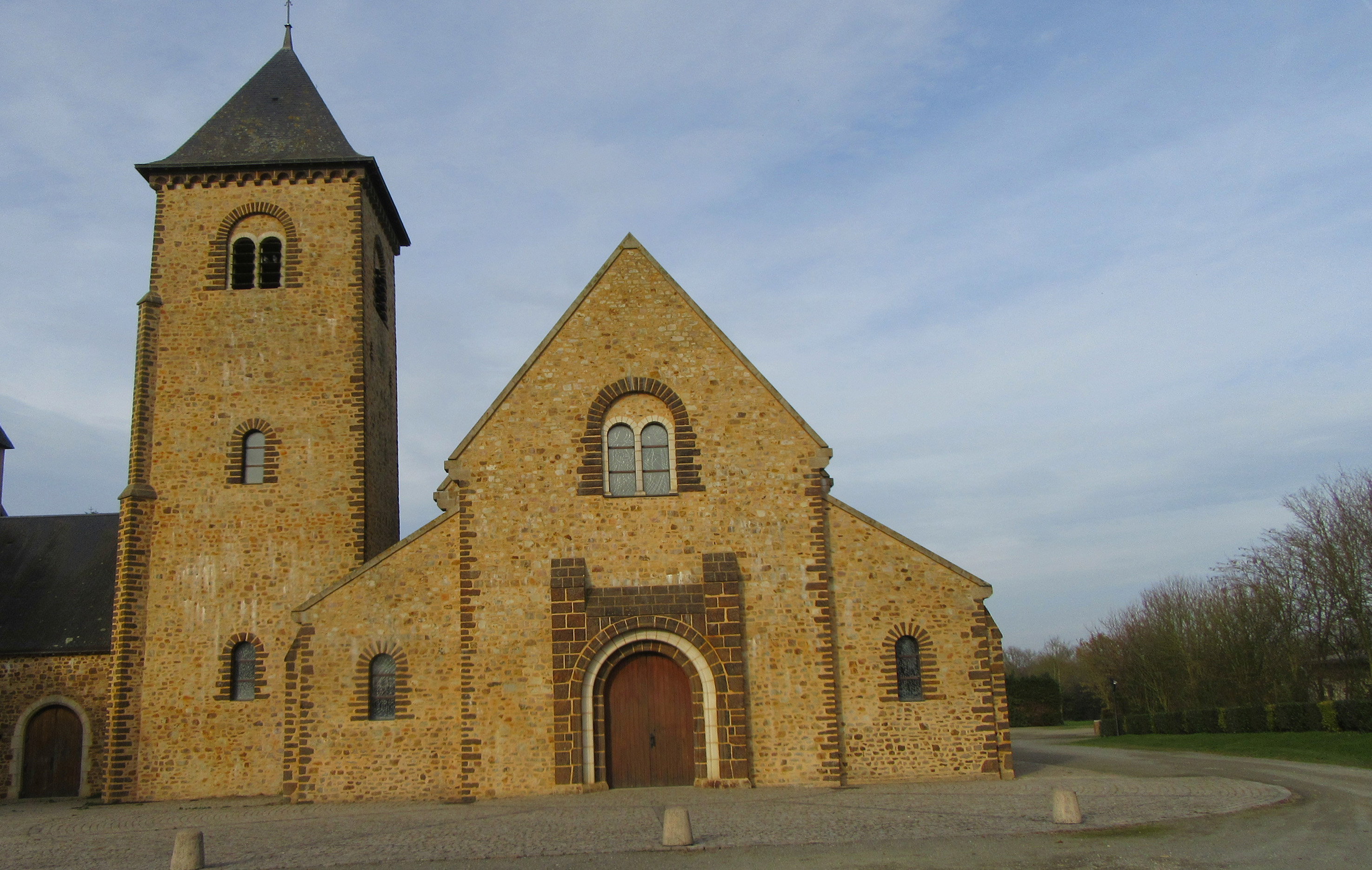
Priorat von Cotellerie

## Persönlichkeiten
- Francis Delaisi (1873–1947), Gewerkschafter, Journalist und Schriftsteller